# Sikhotelumpia dersuuzalai
Sikhotelumpia dersuuzalai (лат.) — вид жуков из семейства перокрылки (Ptiliidae). Один из мельчайших представителей отряда жесткокрылые в фауне России. Единственный вид рода Sikhotelumpia. Относится к трибе Nanosellini, включающей самых мелких жуков мировой фауны. Вид назван в честь охотника Дерсу Узала, жившего в тайге Приморского края и ставшего героем произведений русского писателя В. К. Арсеньева, с которым они вместе прошли многие километры Уссурийской тайги.

## Описание
Длина тела 0,484—0,540 мм (форма овальная, окраска — светло-коричневая), ширина — 0,203—0,226 мм. Глаза состоят из 39—43 омматидиев. Усики 11-члениковые с трёхчлениковой булавой. Формула нижнегубных щетинок отличает род Sikhotelumpia от всех прочих представителей трибы Nanosellini (4;2+2+2). Пронотум имеет наибольшую ширину у задних углов и постепенно суживается кпереди. Проторакальные железы отсутствуют. Крылья развиты. Надкрылья с округленными боками (длина — 0,372—0,394 мм). Формула крыловых щетинок — 10+61+23. Пигидиум с 6 зубцами. Обнаружены в грибе на осине в Приморском крае (окрестности деревни Рязановка) — 42°47' N, 131°15' E. Вид был впервые описан в 2020 году российским энтомологом Алексеем Алексеевичем Полиловым (Кафедра энтомологии МГУ, Москва, Россия).